# Representações culturais de Henrique I da Inglaterra
O rei Henrique I da Inglaterra foi retratado em muitos meios de comunicação culturais.

## Teatro
Henry I of England, uma peça de Beth Flintoff, foi apresentada pela primeira vez em novembro de 2016 na St James's Church, Reading. O drama segue a história dos três filhos de Guilherme, o Conquistador e termina com o reinado inicial de Henrique I. A narrativa continua na segunda peça de Flintoff, Matilda, a Imperatriz, que retrata a vida posterior do rei e o período da Anarquia depois de sua morte, quando sua filha Matilda e seu primo Estêvão eram rivais na sucessão.

## Retratos fictícios
Henrique I foi retratado em romances históricos e contos. Eles incluem:
- Pado, the Priest (1899) de Sabine Baring-Gould gira em torno do conflito de Henrique com os galeses.[7]
- A Saxon Maid (1901) de Eliza Frances Pollard. Alegadamente "uma boa história curta das devastações normandas", ocorrendo nos reinados de Guilherme II e Henrique I. Este último sendo um personagem proeminente.
- "Old Men at Pevensey" de Rudyard Kipling, um conto incluído na coleção Puck of Pook's Hill (1906). Apresenta Henrique I e Robert Curthose.
- "The Tree of Justice" de Rudyard Kipling, conto incluído na coleção Rewards and Fairies (1910). Apresenta Henrique I e Rahere.
- The King's Minstrel (1925) de Ivy May Bolton. O personagem-título é Rahere, descrito como "parte bobo, parte padre e mais mago do que qualquer um". O rei do título é Henrique I, que foi "apresentado de forma proeminente".
- Henry aparece em dois romances de George Shipway, The Paladin (1972) e The Wolf Time (1973). Nestes livros, Henrique é descrito como o organizador da morte do rei Guilherme II.[8]
- Henry aparece brevemente no conto "Uma luz na estrada para Woodstock" (1988) de Ellis Peters, uma de suas histórias do irmão Cadfael. "Uma luz no caminho para Woodstock" foi coletado em A Rare Benedictine: The Advent of Brother Cadfael.[9]
- The Pillars of the Earth, um romance de 1989 de Ken Follett, ambientado durante o período da Anarquia. Na minissérie baseada no livro Henrique I foi interpretado por Clive Wood.